# Sanza de Mfoa
Les sanzas de Mfoa sont des récompenses attribuées chaque année à des artistes et créateurs congolais et africains.

## Palmarès

### Édition 2013
L'édition de 2013 des Sanzas de Mfoa s'est déroulée au Congo :
- Meilleur sculpture : Dominique Tembet
- Meilleur peintre : Bill Kouélany
- Meilleur acteur : Rodrigue Ngolo
- Meilleur metteur en scène : Marcelle Pelekat
- Meilleur écrivain : Alain Lesa Kimbeni
- Meilleur promoteur culturel : Wilfrid Massamba
- Meilleur styliste : Dianni Umberto
- Meilleur artiste : Dj Sergino
- Prix professionnel de santé : Raphael Batsimba
- Prix média : Radio mucodec
- Prix économie et finance : Louis Farel Mankou (Charden Farell)
- Prix social : sœur Marie Thérèse Ongayolo
- Prix invention technologique : Vérone Mankou
- Prix sport : Rémis Ayayos Ikounga
- Prix entreprise : M. Tsengue Tsengue
- Prix reconnaissance : Freddy Kebano, Motse Akanaty, MTN, Azur Congo, Warid, Congo Telecom, Brasco, Norbert Dabira
- Prix du jury : Zao Casimir, Extra Musica, Irina Bokova

### Édition 2014
L'édition de 2014 des Sanzas de Mfoa s'est déroulée au Congo :
- Meilleur sculpteur : Jean Bernard Mouanga Nkodia
- Meilleur peintre : école de peinture de Poto-Poto
- Meilleur acteur : Amour Sauveur Memy
- Meilleur humoriste : Riri Clo
- Meilleur écrivain : Albert Ambundu
- Meilleur promoteur culturel : Letiok production
- Meilleur styliste : Eric Kanga
- Meilleur artiste : Trésor Mvoula
- Révélation de l'année : Troupe Zacharie théâtre
- Meilleur sponsor : Azur Congo
- Meilleur chroniqueur culturel : Ludovic Abbia
- Meilleure chanson de musique moderne : Vieux Thomas de Tresor Mvoula
- Meilleure chanson tradi-moderne : Bébé motéma na nga de Silo Silo
- Meilleur orchestre tradi-moderne : Kingoli authentique V
- Meilleur orchestre de musique moderne : Patrouille des stars authentique
- Meilleur orchestre de musique religieuse : le rocher des âges de Belle Agniélé
- Meilleure chanson de musique religieuse : Awo Léya de combattants du christ
- Prix spécial du jury : Émission Tam-Tam D'or
- Prix de reconnaissance : Guy Léon Fylla (artiste peintre)
- Invités : Tam-Tam sans Frontière, Le groupe musée d'art, Kingoli Akwa

### Édition 2015
- Catégorie Littérature : Pierre Ntsemou[3]

### Édition 2017
L'édition de 2017 des Sanzas de Mfoa s'est déroulée au Congo:
- Meilleur sculpteur : Faustin Ndouniama
- Meilleur peintre : Jacques François Iloki
- Meilleur acteur : Richi Michael Mbébélé
- Meilleur écrivain : Emmanuel Ngoma Nguinza
- Meilleur promoteur culturel : Sorel Eta
- Meilleur styliste : Guelaurd Kikabou
- Meilleur artiste : Kevin Mbouandé
- Prix spécial du jury : Fortuné Arsène Bateza

### Édition 2018
L'édition de 2018 des sanza de Mfoa s'est déroulée au Congo, :
- Meilleur sculpteur : Brice Cyriaque Miantoungana
- Meilleur peintre : Adam Okou
- Meilleur cinéaste : Ori Huchi Kozia
- Meilleur humoriste : Juste Parfait Menidio
- Meilleur écrivain : Virginie Awe
- Meilleur promoteur culturel : Ghislain Milandou Zedem
- Meilleur Styliste : Thiana Tikou Pembé Queen Tawa
- Meilleur artiste : Setho Tosaire Impression des As
- Prix invité : Daphné[7] (Cameroun)